# ألاشيا

خريطة الشرق الأدنى القديم خلال فترة العمارنة

ألاشيا، والمعروفة أيضًا بإسم مملكة ألاشيا، كانت دولة موجودة في العصور البرونزية الوسطى والمتأخرة، وكانت تقع في مكان ما في شرق البحر الأبيض المتوسط. كانت مصدرًا رئيسيًا للسلع، وخاصة النحاس، لمصر القديمة ودول أخرى في الشرق الأدنى القديم. يشار إليها في عدد من النصوص الباقية ويُعتقد الآن أنها الاسم القديم لقبرص، أو منطقة من قبرص. وهذا ما أكده التحليل العلمي الذي أجرته جامعة تل أبيب للألواح الطينية المرسلة من ألاشيا إلى حكام آخرين.

## نصوص

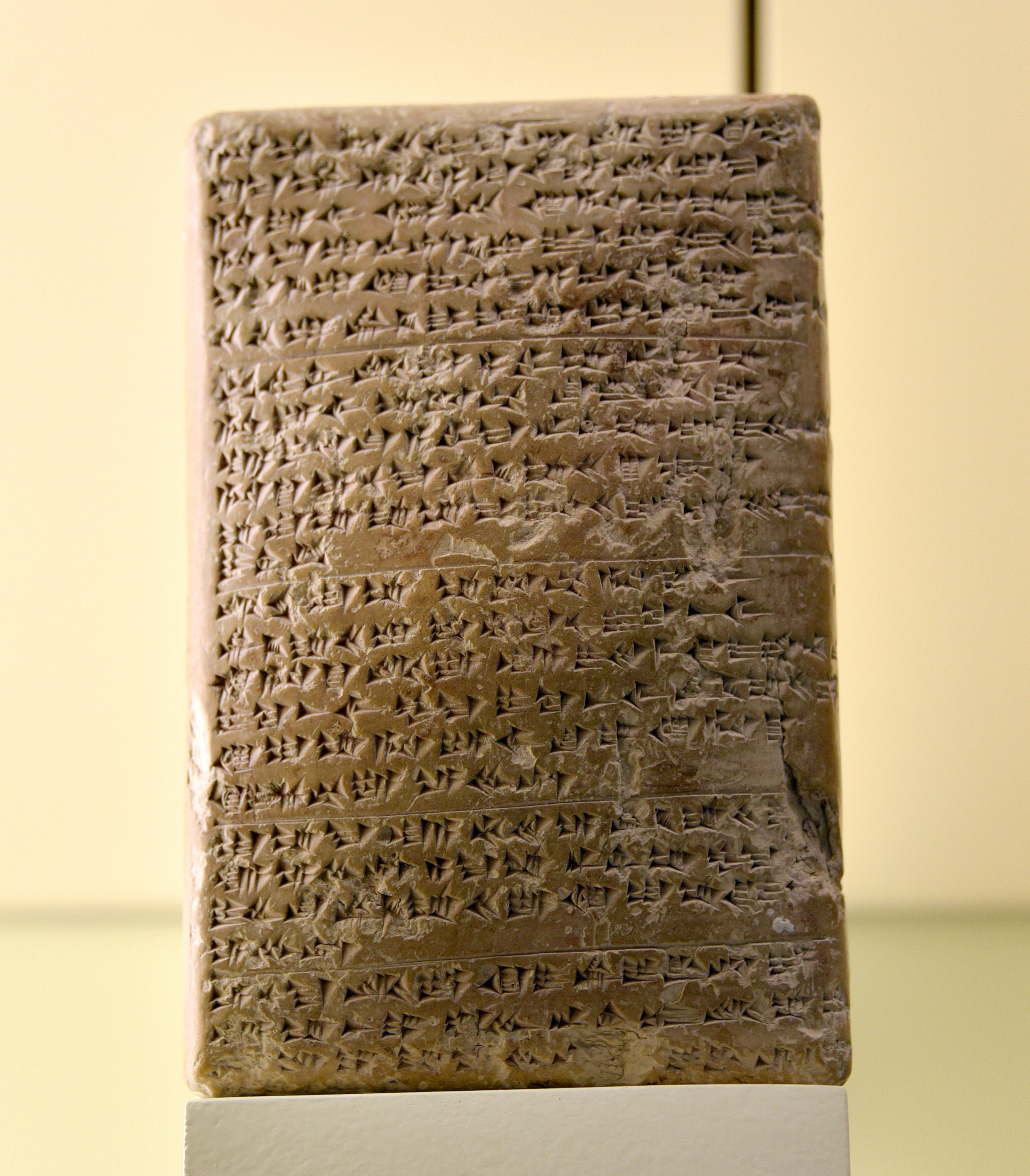
احدى رسائل العمارنة. مراسلات بين ملك ألاشيا وأمنحتب الثالث ملك مصر. حوالي عام 1380 قبل الميلاد. من تل العمارنة، مصر. متحف Vorderasiatisches، برلين

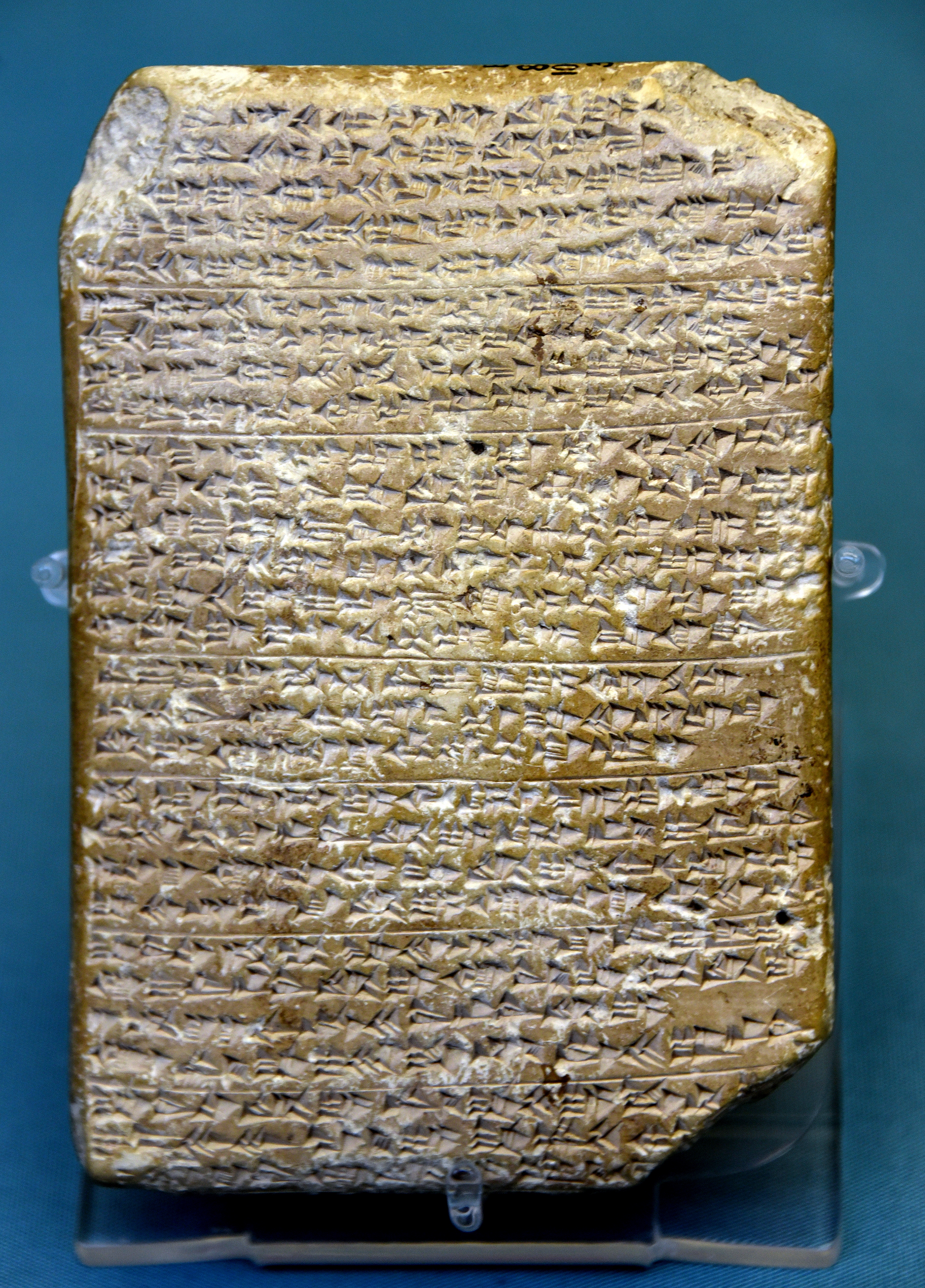
رسالة العمارنة. "رسالة من أخيك، ملك ألاشيا" إلى فرعون مصر، ربما إخناتون. حوالي عام 1350 قبل الميلاد. من تل العمارنة، مصر. المتحف البريطاني

وُجد اسم دولة ألاشيا في النصوص المكتوبة باللغات المصرية والحيثية والأكادية والميسينية ( الخطية ب ) والأوغاريتية. و هي تتوافق مع أليشة التوراتية، و كلمة أليشة تعني "تحت حماية الله" أو "بلاد الله"،  بعض رسائل العمارنة أُرسلت من ملك أو وزراء ألاشيا. في الغالب تتعلق تلك الرسائل بكمية النحاس التي تم إرسالها من ألاشيا وطلبات الفضة أو العاج في المقابل. تشير رسالة واحدة من تلك الرسائل إلى 500 طالنط من النحاس (ربما حوالي 12.5 طنًا) وتُقدم أعذارًا عن سبب إرسال القليل من النحاس. كما أشار ملك ألاشيا إلى الفرعون بـ "أخيه"، مما يشير إلى أن الملك اعتبر نفسه على قدم المساواة، ربما بسبب القوة الاقتصادية لمملكته. بردية أناستاسي الرابع، المكتوبة بعد عدة قرون، تشير أيضًا إلى النحاس (وكذلك الأبقار) المرسَلة من ألاشيا إلى مصر.
لذلك لا بد أن يكون أي مكان تم تحديده على أنه ألاشيا يحتوي على إنتاج كبير من النحاس خلال العصر البرونزي المتأخر. هناك عدد من الأدلة الأخرى في النصوص. تحتوي رسائل العمارنة على إشارات إلى سفينة مملوكة لملك ألاشيا ورجال لوكي (وهم ربما جزء من شعوب البحر، على غرار القراصنة) استولت على قرى في ألاشيا.
في مراسلات أخرى، يطلب ملك أوغاريت المساعدة من ملك ألاشيا لحماية أوغاريت من شعوب البحر. وثيقة أخرى من أوغاريت تسجل نفي أميرين إلى "أرض ألاشيا". قد يحتوي نص آخر تم العثور عليه في أوغاريت على دليل إضافي لموقع عاصمة ألاشيا، حيث يمكن أن يشير هذا النص إلى أن العاصمة كانت تقع على جبل. ومع ذلك، عادة ما تُترجم هذه الكلمة إلى شاطئ. أول اسم مسجل لملك قبرصي هو كوشميشوشا، كما يظهر في الرسائل المرسلة إلى أوغاريت في القرن الثالث عشر قبل الميلاد 
تسجل النهاية الباقية لقصة ون آمون كيف أن كاهن مصر ون آمون قد انحرف عن مساره في رحلته البحرية من جبيل إلى مصر وانتهى به الأمر في ألاشيا. يفيد ون آمون بأنه كاد أن يُقتل على يد حشد غاضب، ولكن أنقذته حاتبي "أميرة المدينة".
بعض النصوص الأخيرة التي تشير إلى ألاشيا هي نصوص من الإمبراطورية الحيثية (ومقرها في تركيا الحديثة) وتتباهى بقمع ألاشيا بالقوة. ومع ذلك، مع كل هذه التقارير العسكرية من الصعب تقييم النتيجة الحقيقية.

### قائمة رسائل العمارنة من ألاشيا
- EA 33؛ العنوان: تحالف في طور التكوين
- EA 34؛ العنوان: إجابة عتاب الفرعون
- EA 35؛ العنوان: يد نيرجال
- EA 36؛ العنوان: المزيد عن النحاس
- EA 37؛ العنوان: المزيد عن الفضة
- EA 38؛ العنوان: شجار أخوي
- EA 39؛ العنوان: معفاة من الرسوم الجمركية
- EA 40؛ المنصب: معفاة من الرسوم الجمركية، من حاكم إلى حاكم

## تعريف
عُرفت ألاشيا كمصدر إقليمي للنحاس لدول شرق البحر الأبيض المتوسط، وهي السلعة التي كانت تتاجر بها على طول الطرق البحرية في ذلك العصر.
لذلك يجب أن تكون ألاشيا واقعة في مكان تواجد فيه إنتاج كبير للنحاس في العصر البرونزي، على الساحل، وفي شرق البحر الأبيض المتوسط.
اقترح بعض العلماء مواقع ومناطق في سوريا أو تركيا، ولكن الآن بشكل عام (وإن لم يكن بشكل عالمي) يتفقون على أن ألاشيا تشير على الأقل إلى جزء من قبرص. على وجه التحديد، قيل بشكل عام أن موقع إنكومي كان عاصمة مملكة ألاشيا، التي غطت جزيرة قبرص بأكملها.
تم تأكيد تحديد قبرص كمكان وقوع ألاشيا من خلال منشور نُشر عام 2003 بواسطة Goren et al. من مقال في المجلة الأمريكية لعلم الآثار يشرح بالتفصيل التحليل الصخري والكيميائي لعدد من رسائل العمارنة والرسائل الأوغاريتية المرسَلة من ألاشيا. تشير هذه الفحوصات لمصدر الطين المستخدم في صناعة الألواح إلى أن سوريا لا يمكن أن تكون موقع ألاشيا، في حين أن الطين في قبرص مناسب تمامًا.
ومع ذلك، أظهر هذا التحليل أن الطين لم ينشأ في أي مكان بالقرب من موقع إنكومي وأن الطين المناسب قريب من مواقع تينتا وألاسا (وهي مشابه محتمل لألاشيا). كانت هذه المواقع، وخاصة تينتا، مواقع مهمة أيضًا في العصر البرونزي المتأخر وتقع بالقرب من مصادر النحاس.
علاوة على ذلك، يجادل أرمسترونغ بأن هناك أدلة كبيرة على التباين الإقليمي وأنه لا يوجد دليل على وجود سلطة سياسية مركزية على مستوى جزيرة قبرص خلال العصر البرونزي المتأخر.
لذلك من غير الواضح حاليًا ما إذا كانت مملكة ألاشيا تتألف من قبرص بأكملها، مع موقع متغير للعاصمة (ربما بدأ بإنكومي)، أو كانت العاصمة موجودة دائمًا في تينتا، أو ما إذا كانت ألاشيا تتألف فقط من منطقة واحدة من قبرص.